# Ochrona przyrody

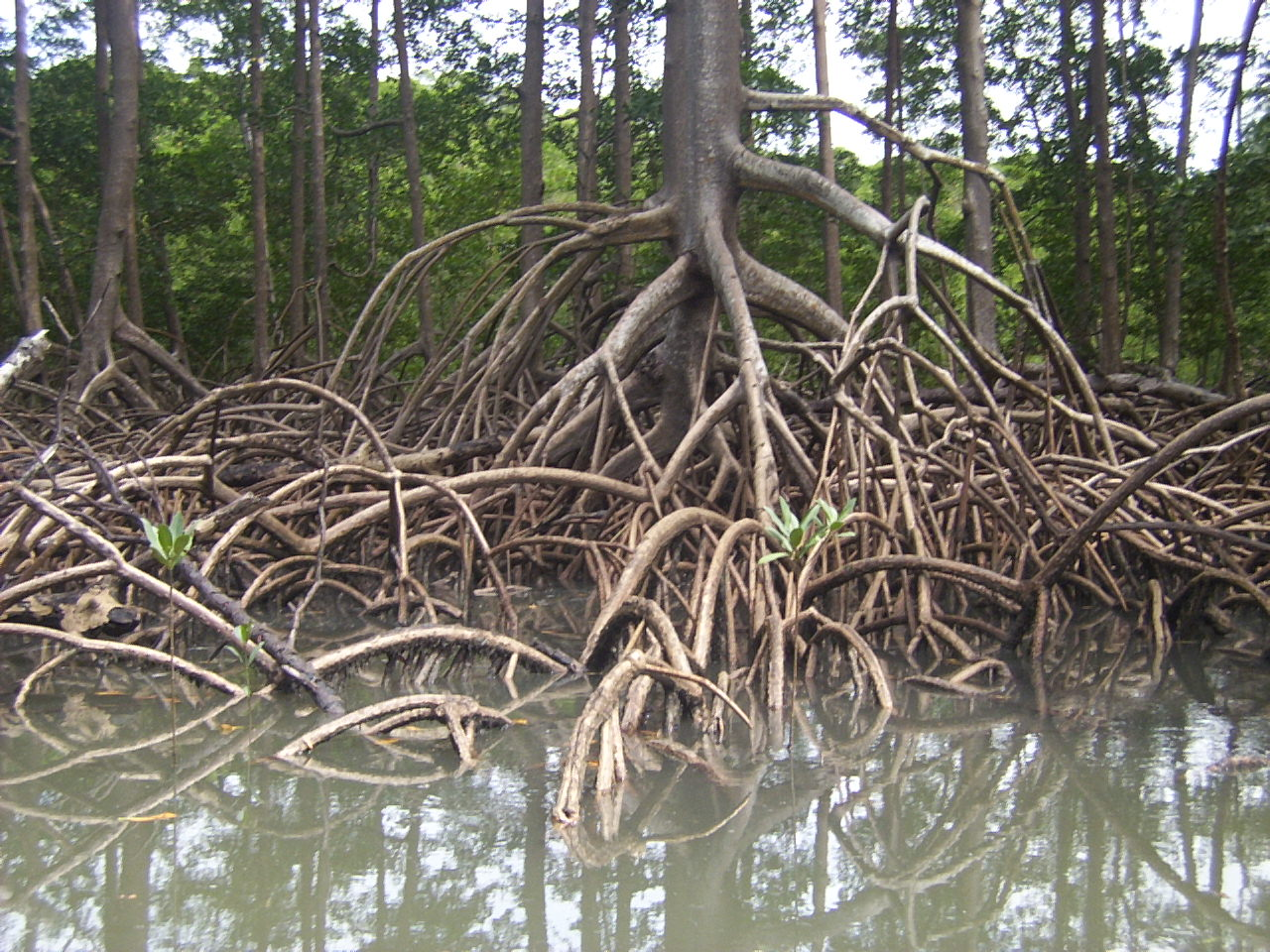
Namorzyny w dorzeczu Amazonki

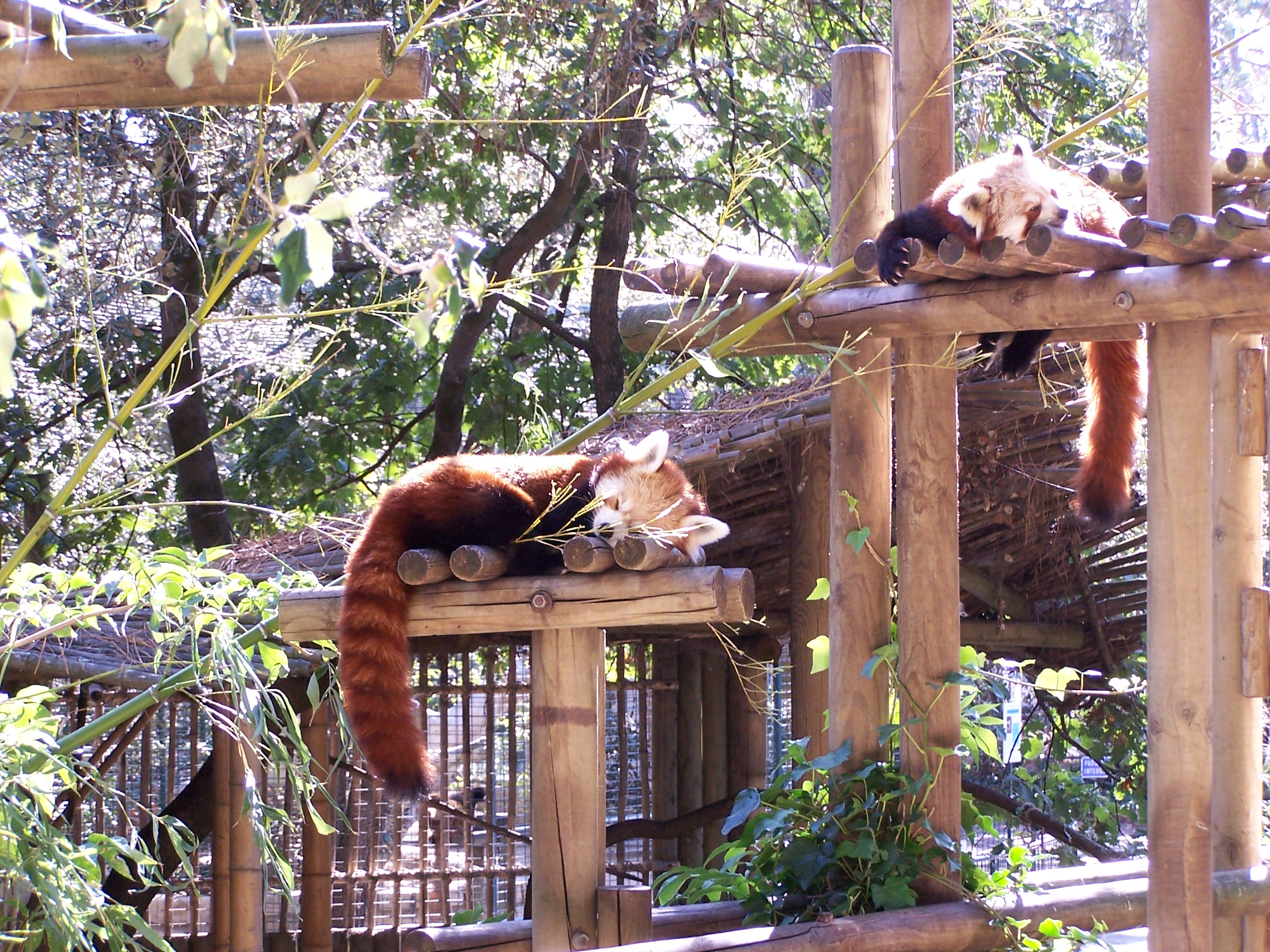
Panda mała w Zoo de la Palmyre

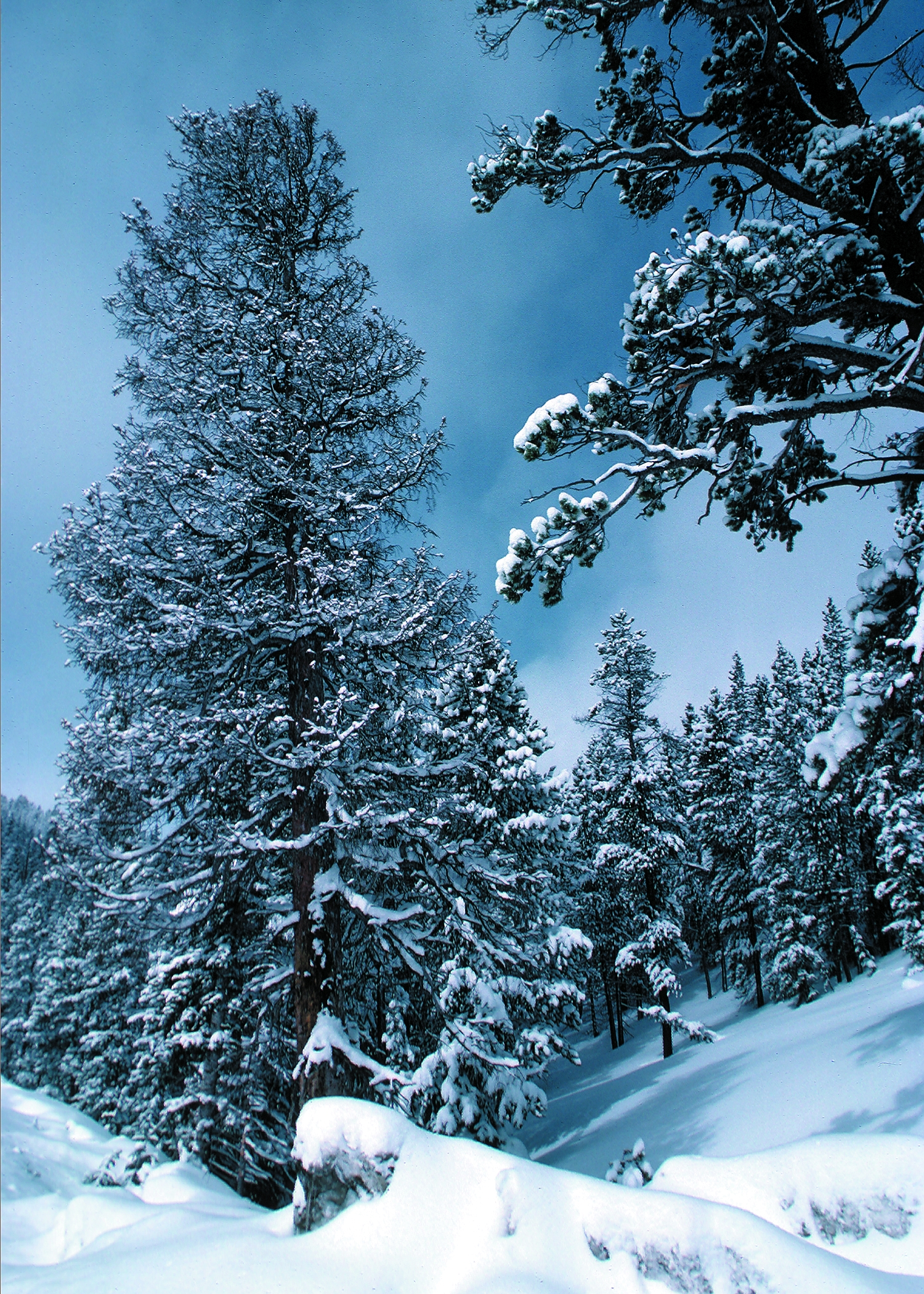
Górskie lasy Colorado

Ochrona przyrody – ogół działań zmierzających do zachowania w niezmienionym lub optymalnym stanie przyrody ożywionej i nieożywionej, a także krajobrazu. Głównym celem ochrony przyrody jest utrzymanie stabilności ekosystemów i procesów ekologicznych oraz zachowanie różnorodności biologicznej.

## Geneza i pierwsze formy ochrony przyrody
Działania na rzecz ochrony przyrody podejmowano od najdawniejszych czasów. Znane jest rozporządzenie z 1100 roku p.n.e. w Chinach, dotyczące "zachowania cenniejszych drzew, niektórych lasów i polepszenia gospodarki leśnej". W starożytności kult drzew i lasów był szeroko rozpowszechniony. Z tej przyczyny zwycięskie wojska, chcąc zadać bolesny cios, wycinały drzewa w pokonanych miastach. Rzymianin Cyceron pisał: "niszczenie lasów jest najgorszym wrogiem dobrobytu społeczeństwa".
Wraz z coraz większym wykorzystaniem zasobów przyrody oraz powiększaniem się wiedzy przyrodniczej pojawiały się inne motywy ochrony środowiska naturalnego.
- motywy religijne – według wielu pierwotnych wierzeń "drzewa, jaskinie i inne osobliwości przyrody były siedzibą bogów i duchów, stąd otoczono je kultem religijnym. Dzięki temu stawały się one 'tabu', którego zniszczenie wiązało się ze ściągnięciem na siebie potępienia i przekleństwa"[1]. Tak było np. z polami gejzerowymi na terenie Parku Narodowego Yellowstone; Indianie uważali wybuchy gorącej wody i pary wodnej za przejaw gniewu złych duchów i stąd otaczali te miejsca kultem i ochroną.
- motywy kulturowe – niektóre miejsca otaczano ochroną, ponieważ wiązały się z wydarzeniami lub postaciami upamiętnionymi w historii i kulturze narodowej danego kraju, np. "Wodogrzmoty Mickiewicza" (Tatry), "Dąb Jagiełły" (Puszcza Białowieska), "Lipy Czarnoleskie"[1].
- motywy ekonomiczne – pewne gatunki chronione były z przyczyn ekonomicznych. Jako przykład mogą posłużyć regalia, czy zarządzenie ochrony cisa (z drzewa tego wyrabiano łuki i kusze, nadmierne ich wycinanie i wywóz za granicę mogło grozić osłabieniem siły militarnej kraju), polowań na jelenie, dziki, konie leśne i łososie wydane przez króla Jagiełłę, czy odłowu bobrów wydany Bolesława Chrobrego.
- motywy estetyczne – pewne elementy środowiska chroniono ze względu na ich piękno. Przykładem jest "prawo ochrony ptaków śpiewających w Szwajcarii z 1353 roku, zakaz zabijania skowronków wydany w Norymberdze w XV wieku, czy zakaz niszczenia kwiatów wiosennych w okresie Świąt Wielkanocnych wydany w XVII wieku w księstwie Műnster"[1]. Do rozwoju motywacji estetycznej przyczynił się np. modny we Francji w XVIII wieku "kult natury", zainicjowany przez Jana Jakuba Rousseau.
- motywy patriotyczne – "miłość do Ojczyzny mieści w sobie nieodzownie miłość ojczystej Ziemi", pisał Jan Gwalbert Pawlikowski. Hasło to zainspirowało w Polsce ruchy krajoznawstwa głoszące potrzebę ochrony przyrody.

W XIX wieku do rozpropagowania idei ochrony środowiska przyczynił się niemiecki przyrodnik Aleksander von Humboldt, który wprowadził pojęcie pomnik przyrody.
Rozwój wiedzy przyrodniczej w XIX wieku przyczynił się do powstania idei parku narodowego. Pierwszym takim obiektem był Park Narodowy Yellowstone powołany ustawą amerykańskiego Kongresu w 1872 roku. W 1887 roku powołano Park Narodowy Banff w Kanadzie, a w 1894 roku w Nowej Zelandii Park Narodowy Tongariro.